# Tasmanian Trail
Der Tasmanian Trail ist ein 480 Kilometer langer Weg für verschiedene Nutzung durch den australischen Bundesstaat Tasmanien. Der Weg, der Devonport im Norden mit Dover am südlichen Ende der Insel Tasmanien verbindet, kann als Wanderweg begangen, mit dem Mountainbike befahren und mit Pferden beritten werden. Die Route verläuft zum Teil auf Straßen und Fahrwegen. Neben kleineren Wasserläufen wird unter anderem auch der Mersey River gequert. Der Trail gliedert sich in 15 Abschnitte in drei Teilbereichen: den nördlichen Teil (North Section), einen zentralen Teil (Central Highlands) und einen südlichen Teil (South Section).